# Осовец (Владимирская область)
Осовец — село, входит в Копнинское сельское поселение в Собинском районе Владимирской области Российской Федерации.

## История
Близ села расположено древнерусское городище, которое, по-видимому, связано с летописными событиями 1209 года, когда владимирский князь Юрий Всеволодович разбил «у Осового» рязанских князей Изяслава Владимировича и Михаила Всеволодовича.
В XVI—XVIII веках село входило в Крисинскую волость Владимирского уезда Замосковного края Московского царства. Ранее село называлось Городище. В селе располагались две церкви: Пресвятой Богородицы и Николая Чудотворца. Село являлось вотчиной стольника Якова Ивановича Безобразова и Григория Ивановича Безобразова. Получена их отцом за московское осадное сидение.
В конце XIX — начале XX века село входило в состав Копнинской волости Покровского уезда Владимирской губернии Российской империи.
По данным на 1895 год, в селе ежегодно проводилось 4 ярмарки: 9-го мая — Никольская, в десятую пятницу после Пасхи, Покровская — 1-го октября и Никольская — 6-го декабря. Товары доставляемые на ярмарку: мука, крупа, соль, постное масло, мёд, мясо, деревянная посуда, железные изделия, сукно, ситец и прочее. Доход торговцев около 11 000 рублей на первой ярмарке и около 7000 рублей на послепасхальной, 2000 и 12 000 рублей на последующих.

## Население
| 1859 | 1905 | 1926 | 2002 | 2010 | 2021 |
| ---- | ---- | ---- | ---- | ---- | ---- |
| 56   | ↗84  | ↘67  | ↗216 | →216 | ↘204 |